# Brividi
Chansons représentant l’Italie au Concours Eurovision de la chanson
Zitti e buoni
(2021) Due vite
(2023)
Singles de Mahmood et Blanco
Finché non mi seppelliscono (Blanco), Rubini (Mahmood)
(2021)
Clip vidéo
[vidéo] « Brividi », sur YouTube
Brividi  (prononcé : [ˈbriːvidi], « frissons » en français) est une chanson des chanteurs italiens Mahmood et Blanco publiée par Island Records et Universal Music le 2 février 2022.
La chanson interprétée en duo par Mahmood et Blanco concourt à la 72e édition du festival de Sanremo et l'emporte. Elle représente donc l'Italie lors de l'Eurovision 2022 qui se déroule à Turin.

## Succès commercial
Brividi a battu le record du plus grand nombre de flux en une journée sur Spotify en Italie.
| Meilleur classement (2022) | Position |
| -------------------------- | -------- |
| Italie - Top Singoli.      | 1        |
| Suisse - Hitparade suisse. | 1        |

## Sujet
Les paroles de la chanson parlent de la liberté d'aimer et d'exprimer cet amour sans retenue, sans crainte de ses propres erreurs ou lacunes. Le refrain oppose le désir de « t'aimer » (« ti vorrei amare ») et la conscience de ses erreurs (« ma sbaglio sempre »), évoquant le sentiment de « frisson » (« e mi vengono i brividi »).

## Clip musical
Le clip de Brividi, réalisé par Attilio Cusani, sorti le 2 février 2022 via la chaîne YouTube de Mahmood, est tourné à Amsterdam et dans la salle de concert Musis (nl) à Arnhem.